# Scopula adulteraria
Scopula adulteraria är en fjärilsart som beskrevs av Nicolas Grigorevich Erschoff 1874. Scopula adulteraria ingår i släktet Scopula och familjen mätare. Inga underarter finns listade.